# Scripting remoto en JavaScript
El scripting remoto en JavaScript o (JSRS) es una técnica de desarrollo web para crear aplicaciones web interactivas mediante el uso de una combinación de:
- HTML (o XHTML)
- El DOM, manipulado usando JavaScript para mostrar e interactuar dinámicamente con la información presentada.
- Una capa de transporte.  Se puede escoger entre diferentes tecnologías, aunque la mayor parte de las ocasiones se usan una etiqueta SCRIPT o IFRAME, que tienen mayor soporte por parte de los navegadores, al contrario de XmlHttpRequest.

- Un formato de datos. Se puede usar XML con WDDX, así como JSON o cualquier otro formato de texto.

Un enfoque similar es AJAX, aunque depende de XmlHttpRequest, solo soportado por los navegadores más recientes.